# 阿姆斯特丹堡

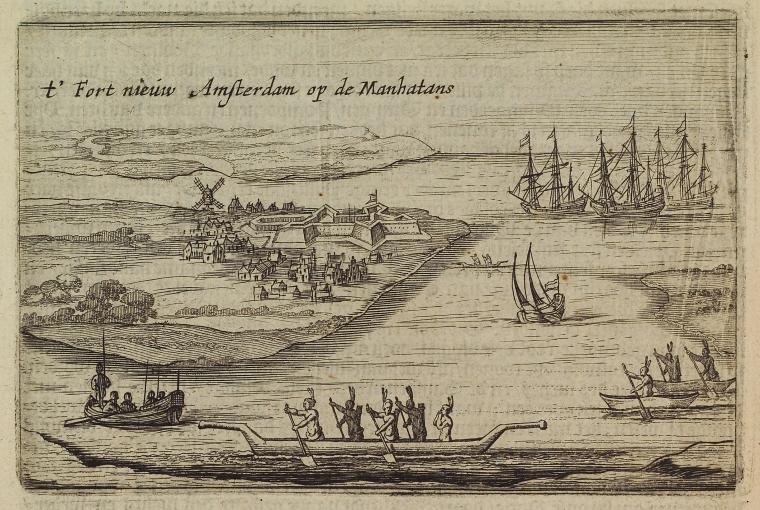
阿姆斯特丹堡

阿姆斯特丹堡（英語：Fort Amsterdam）是曼哈顿南端的一個要塞。他控制著是哈德逊河和东河交汇处，地理位置十分優越。該堡壘的建造標誌著紐約市的建立。它先後成為了是荷兰和英國殖民者在該地區的统治中心，並在1626年成為纽约省的中心。在美国独立战争中的1790年，該堡壘被拆除。該堡壘是這一地区定居点的核心，后来变成了新阿姆斯特丹，最终变成了纽约市。
在随后的历史中，它許多名字而闻名，如詹姆斯堡（Fort James）、威廉·亨德里克堡（Fort Willem Hendrick）及其他英语化的威廉·亨利堡（Fort William Henry）、安妮堡（Fort Anne）和乔治堡（Fort George）等。該要塞在美国独立战争中的长岛战役中八次易手，当时阿姆斯特丹堡与總督岛上的英国要塞之间互相射擊。堡垒拆除后，在當地建造了礼宾府，作为美国总统的駐蹕之所。 现在该地点上是亚历山大·汉密尔顿海关大樓，该海关大楼内设有美洲印第安人国家博物馆。